# Daniel Jositsch
Daniel Jositsch (Zürich, 25 maart 1965) is een Zwitsers-Colombiaans advocaat, hoogleraar en politicus voor de Sociaaldemocratische Partij van Zwitserland (SP/PS) uit het kanton Zürich. Hij zetelt sinds 2015 in de Kantonsraad.

## Biografie
Van mei tot december 2007 zetelde Daniel Jositsch in de Kantonsraad van Zürich. Eind 2007 werd hij verkozen in de Nationale Raad, waar hij zetelde van 3 december 2007 tot 1 december 2015. Bij de Zwitserse federale parlementsverkiezingen van 2015 geraakte hij evenwel verkozen in de Kantonsraad, met herverkiezing in 2019.
Jositsch was enige tijd als advocaat werkzaam in Colombia en is gewoon hoogleraar strafrecht en strafprocesrecht aan de Universiteit van Zürich. Hij heeft de dubbele Zwitserse-Colombiaanse nationaliteit.